# Euxoa phantoma
Euxoa phantoma is een vlinder uit de familie uilen (Noctuidae). De wetenschappelijke naam is voor het eerst geldig gepubliceerd in 1928 door I. Kozhanchikov.
De soort komt voor in Europa.